# Jakob den Ældre
Jakob den Ældre (Jakob den store eller apostelen Jakob antagelig død år 44) var en af Jesu disciple. Hans helgendag er 25. juli.
Det berettes i Apostlenes gerninger, at Jakob blev henrettet under Herodes Agrippa I. Derved er han den første apostel, som led martyrdøden. Han var søn af Zebedæus og Salome og bror til Johannes. Jesus kaldte brødrene Jakob og Johannes for "Tordensønnerne" (græsk: Boanerges), angiveligt på grund af deres letbevægelige og opfarende temperament.
Pilgrimme har siden middelalderen besøgt valfartsstedet Santiago de Compostela i Galicien, hvor Jakob ifølge en middelalderlig legende på mirakuløs vis blev ført hen af havet efter sin død. Han er Spaniens skytshelgen og symbol for la Reconquista, hvor de kristne kongeriger generobrede land fra muslimske stater på den Iberiske halvø.
I den kirkelig kunst gengives han ofte som pilgrim med vandringsstav, taske og hat med opkrammet skygget og påsyet ibskal.